# Contea di Lankao
La contea di Lankao (兰考县S, Lánkǎo XiànP) è una contea della Cina, situata nella provincia di Henan e amministrata dalla prefettura di Kaifeng.